# Lazu, Mehedinți
Lazu este un sat în comuna Malovăț din județul Mehedinți, Oltenia, România.
Lazu este un sat situat în regiunea Mehenditi din România. În 2020 avea o populație de aproximativ 106 locuitori. Lazu este împărțit în ¨Lazu de Sus¨ și ¨Lazu de Jos¨. Cel mai populat dintre acestea este „Lazu de abajo”. Este situat in apropierea localitatii Drobete Turnu Severin. În prezent, „Lazu de abajo” are aproximativ 60 de locuitori, iar „Lazu de arriba” aproximativ 40 sau 30 de locuitori.